# 鸣豹蛛
鸣豹蛛（学名：Pardosa songosa）为狼蛛科豹蛛属的动物。分布于印度以及中国大陆的西藏等地，常见于草丛。该物种的模式产地在印度。